# Hypogastrura zivadinovici
Hypogastrura zivadinovici är en urinsektsart som beskrevs av Alfred Palissa 1968. Hypogastrura zivadinovici ingår i släktet Hypogastrura och familjen Hypogastruridae. Inga underarter finns listade i Catalogue of Life.